# Aura Castro
Aura Castro Núñez (Santiago de Chile, 12 de diciembre de 1946) es una escultora y catedrática chilena adscrita al abstraccionismo y al arte pop que trabaja principalmente con «pequeños formatos y grandes piezas urbanas». Ha incursionado en temas religiosos, sobre género y mitológicos, entre otros.
Estudió licenciatura en arte en la Universidad de Chile, y posteriormente viajó a España donde desarrolló la primera etapa de su trabajo escultórico. Su obra se caracteriza por el sentido del color, simpleza abstracta y fuerza donde prima «la utilización de una amplia gama de materiales que se extiende desde la talla tradicional en mármol y piedra, la fundición de metales, especialmente bronce y aluminio, o a la cera perdida, serigrafía, y el cartón piedra» y «representa a la escena posterior a las vanguardias de las décadas de los cincuenta y setenta».
El año 2009 recibió una nominación al Premio Altazor de las Artes Nacionales en la categoría Escultura por Microcosmos-Macrocosmos.
Ha participado en varias exposiciones individuales y colectivas durante su carrera, entre ellas la muestra Imágenes de Chile en el Museo de América de Madrid (1985), La Escultura Contemporánea Chilena en el Museo de Arte Contemporáneo de Valdivia (1998),  Residencia en el Valle del Museo de Artes Visuales de Santiago (2005), las exposiciones Concurso Escultura Centenario, VII Concurso Colocadora Nacional de Valores, Plástica Chilena Horizonte Universal, Ferroesculturas,  6 Vías en la Escultura, Seis Escultoras y Microcosmos-Macrocosmos en el Museo Nacional de Bellas Artes de Chile (1980, 1981, 1985, 1991, 1996, 2005, 2008 respectivamente), Borges en la Plástica y Arte Joven, Gráfica, Pintura, Escultura en el Museo de Arte Contemporáneo de Santiago (1975), entre otras exposiciones en Chile, América Latina y España.

## Galería

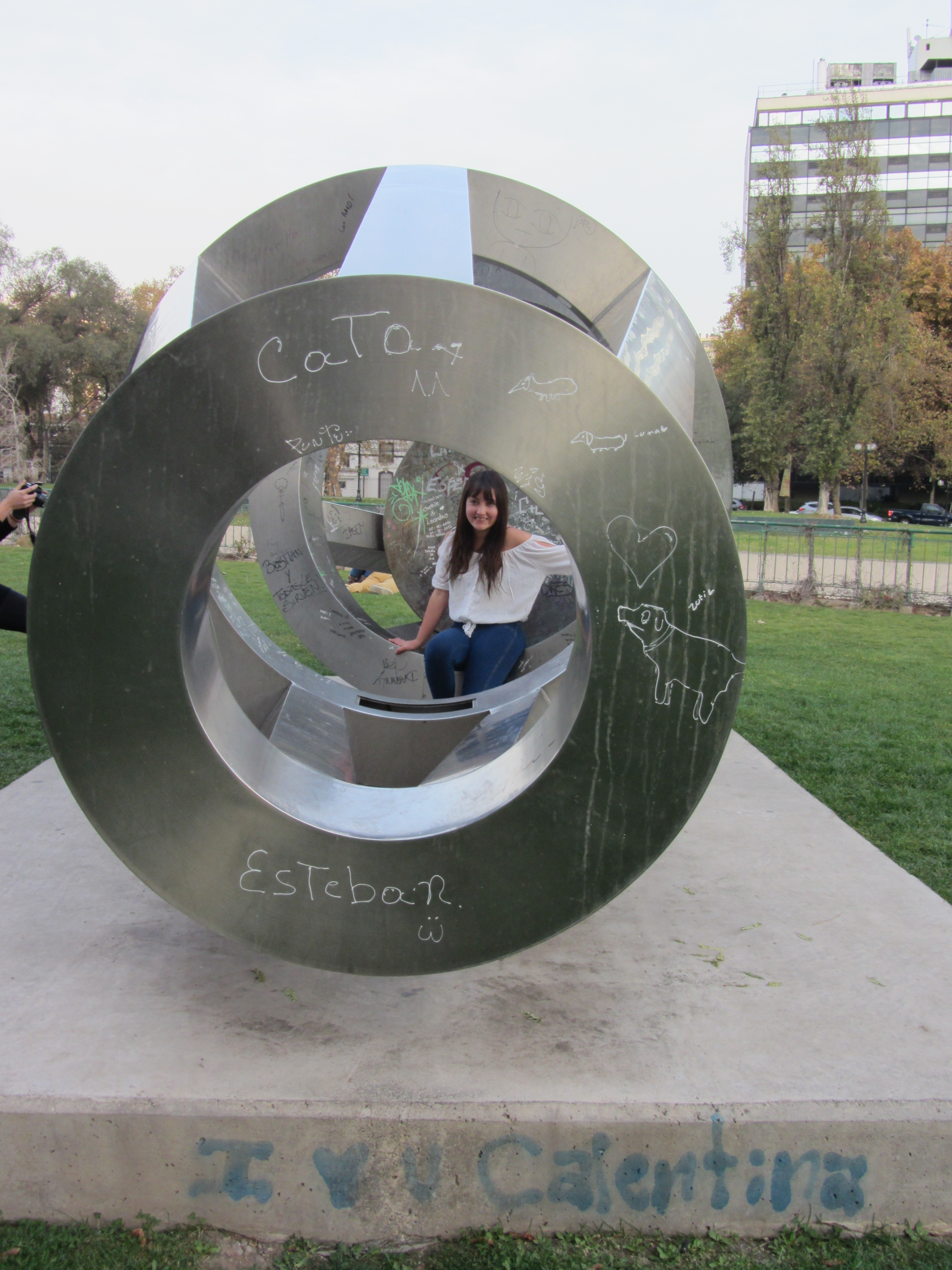
Yantra - Mandala
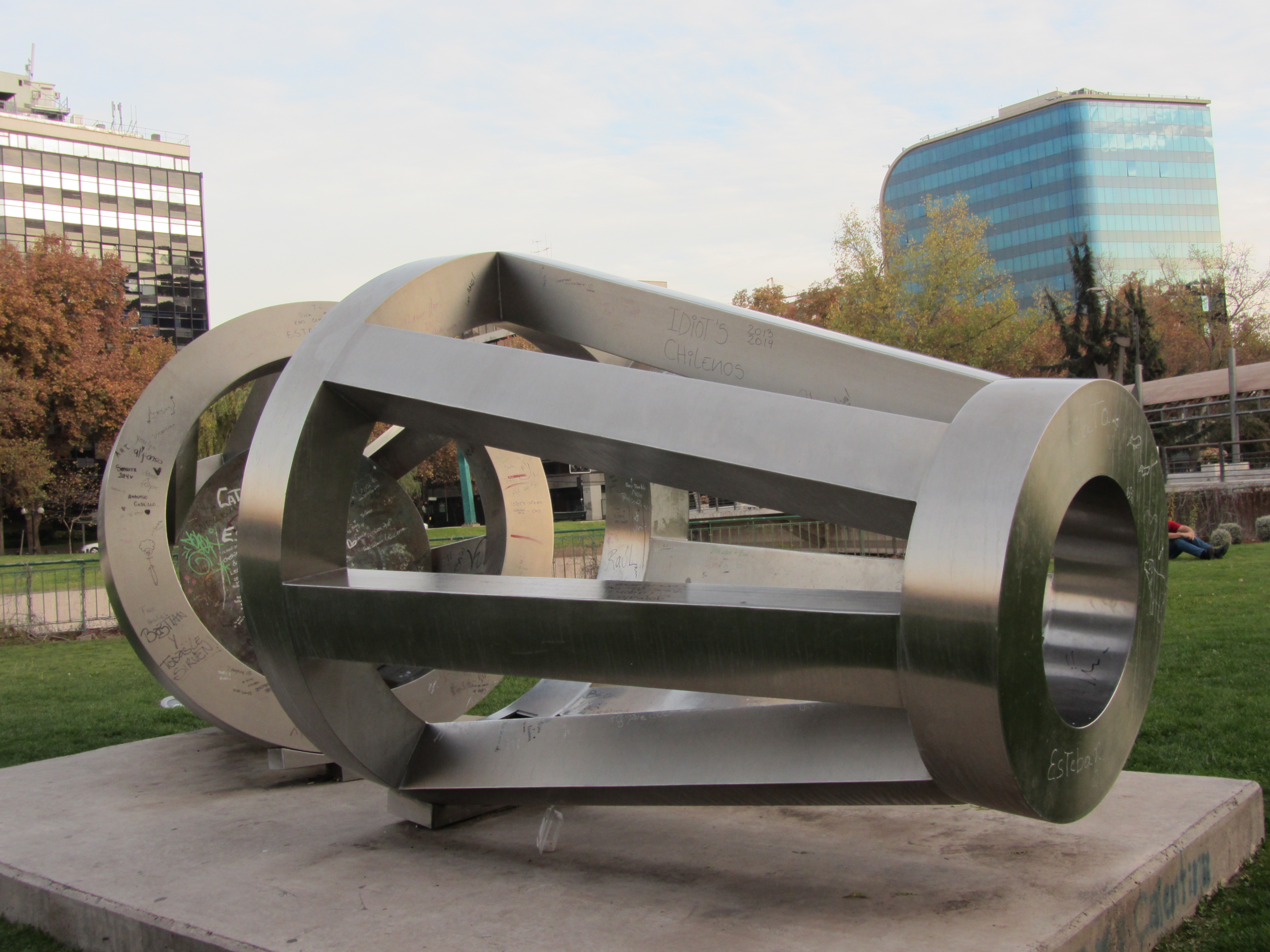
Yantra - Mandala
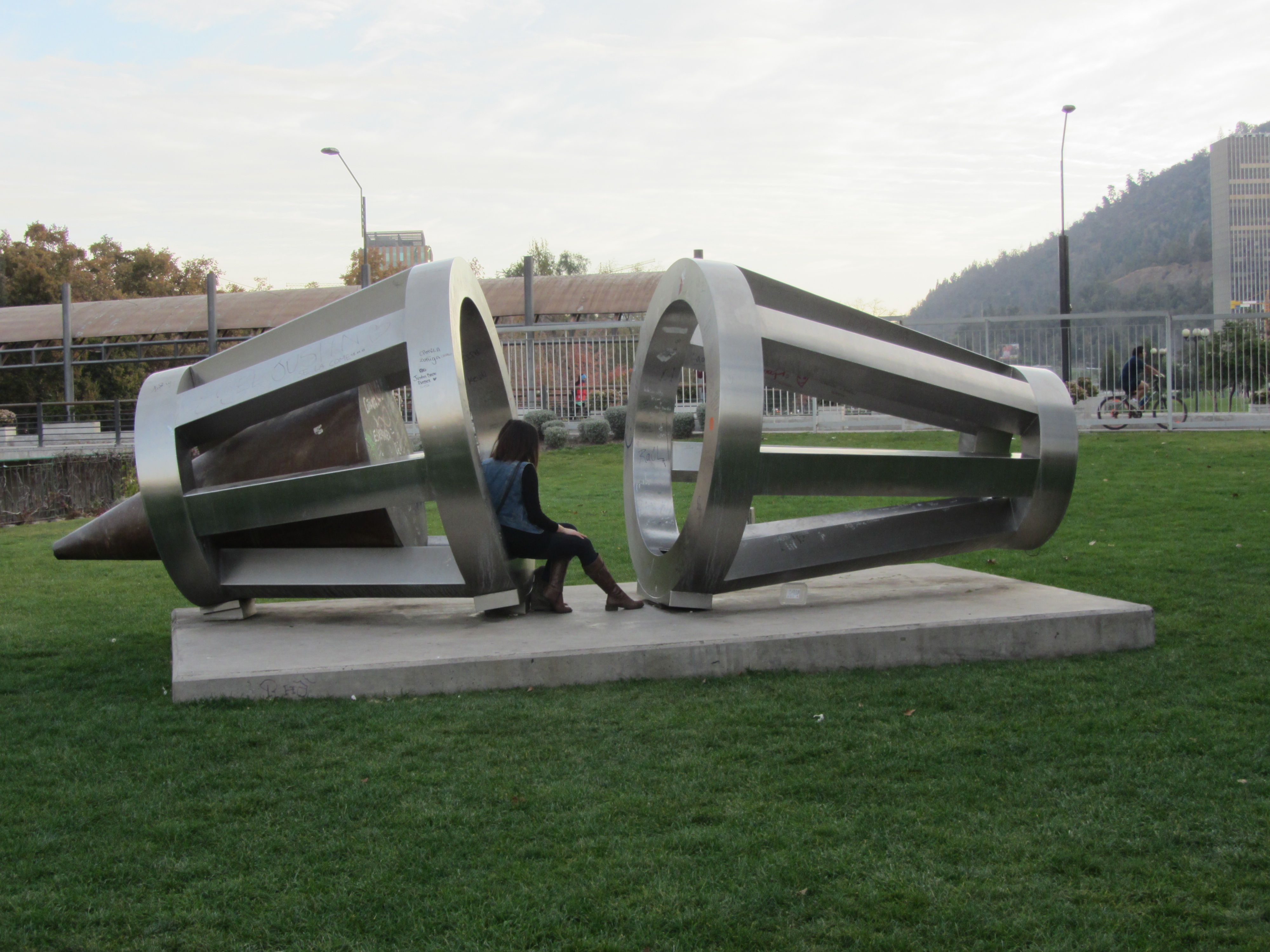
Yantra - Mandala
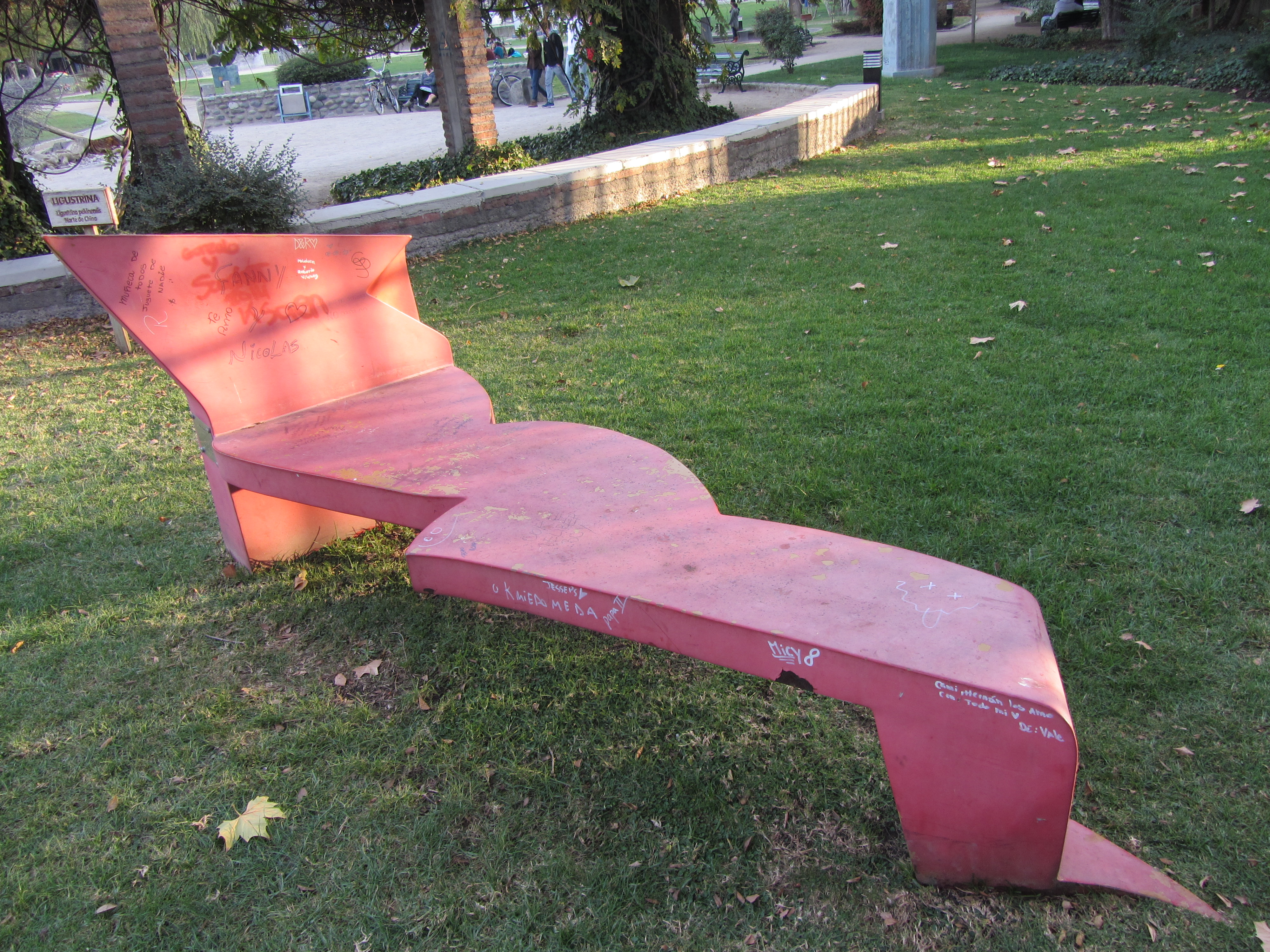
Rayo de energía
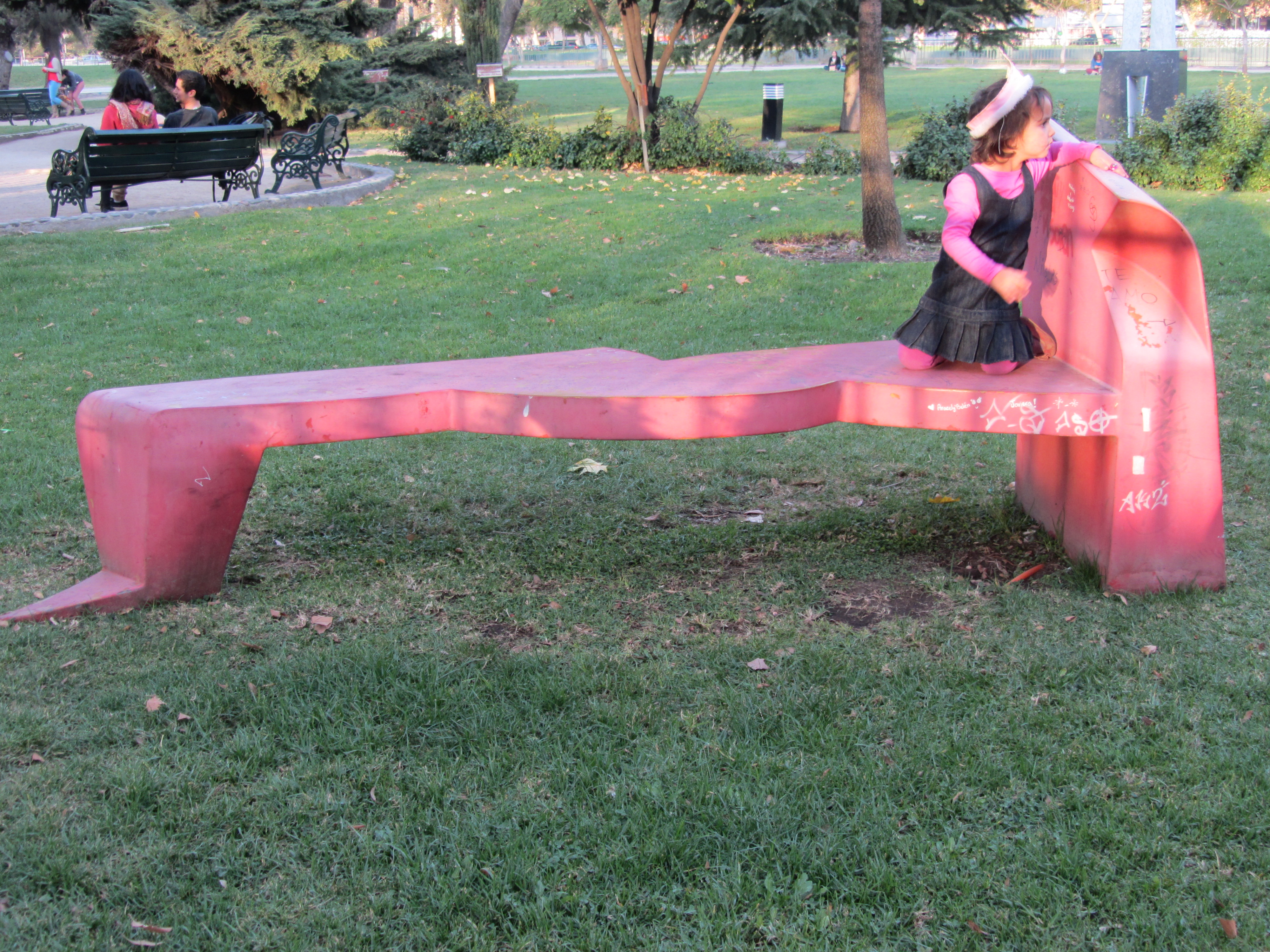
Rayo de energía